# Vuelta al País Vasco 1970
La X Vuelta al País Vasco o XIX Bicicleta Eibarresa, disputada entre el 15 de abril y el 19 de abril de 1970, estaba dividida en 5 etapas para un total de 877 km.
En esta edición participaron 4 equipos españoles Kas, Fagor-Mercier, Werner y La Casera (se repitió la ausencia del Karpy por falta de acuerdo económico) y el equipo francés Bic, con un total de 50 participantes de los finalizaron tan sólo 18 de ellos. 
El vencedor final fue el ciclista local del Werner Luis Pedro Santamarina.

## Etapas
| Etapa              | Fecha    | Recorrido                | km  | Vencedor de la Etapa | Líder de la general    |
| ------------------ | -------- | ------------------------ | --- | -------------------- | ---------------------- |
| 1ª etapa           | 15/04/70 | Éibar - Munguía          | 180 | Roland Berland       | Roland Berland         |
| 2ª etapa           | 16/04/70 | Bilbao - Vitoria         | 189 | Francisco Julia      | Francisco Julia        |
| 3ª etapa (1º Sec.) | 17/04/70 | Vitoria - Logroño        | 109 | Jan Janssen          | Francisco Julia        |
| 3ª etapa (2º Sec.) | 17/04/70 | Estella - Pamplona       | 47  | Carlos Echeverría    | Luis Pedro Santamarina |
| 4ª etapa           | 18/04/70 | Pamplona - San Sebastián | 170 | Domingo Perurena     | Luis Pedro Santamarina |
| 5ª etapa           | 19/04/70 | San Sebastián - Éibar    | 182 | Jesús Aranzabal      | Luis Pedro Santamarina |

## Clasificaciones
| \| 1. \| Luis Pedro Santamarina \| WER \| 25h 00' 45s \| \| 2. \| Jesús Aranzabal \| BIC \| a 41s \| \| 3. \| Andrés Gandarias \| KAS \| a 49s \| \| 4. \| Vicente López Carril \| KAS \| a 1' 05s \| \| 5. \| Domingo Perurena \| FAG \| a 1' 43s \| \| 6. \| Antonio Gómez del Moral \| KAS \| a 1' 58s \| \| 7. \| Ventura Díaz \| WER \| a 3' 35s \| \| 8. \| Agustín Tamames \| WER \| a 3' 43s \| \| 9. \| Roland Berland \| BIC \| a 4' 50s \| \| 10. \| Aurelio González \| KAS \| a 7' 07s \| |                         |     |             |
| 1. | Luis Pedro Santamarina  | WER | 25h 00' 45s |
| 2. | Jesús Aranzabal         | BIC | a 41s       |
| 3. | Andrés Gandarias        | KAS | a 49s       |
| 4. | Vicente López Carril    | KAS | a 1' 05s    |
| 5. | Domingo Perurena        | FAG | a 1' 43s    |
| 6. | Antonio Gómez del Moral | KAS | a 1' 58s    |
| 7. | Ventura Díaz            | WER | a 3' 35s    |
| 8. | Agustín Tamames         | WER | a 3' 43s    |
| 9. | Roland Berland          | BIC | a 4' 50s    |
| 10. | Aurelio González        | KAS | a 7' 07s    |

| \| 1. \| Domingo Perurena \| FAG \| 27 puntos \| \| \| 2. \| Luis Pedro Santamarina \| WER \| 40 puntos \| \| \| 3. \| Vicente López Carril \| KAS \| 43 puntos \| \| |                        |     |           |  |
| 1. | Domingo Perurena       | FAG | 27 puntos |  |
| 2. | Luis Pedro Santamarina | WER | 40 puntos |  |
| 3. | Vicente López Carril   | KAS | 43 puntos |  |

| \| 1. \| Domingo Perurena \| FAG \| 23 puntos \| \| \| 2. \| Carlos Echeverría \| KAS \| 13 puntos \| \| |                   |     |           |  |
| 1. | Domingo Perurena  | FAG | 23 puntos |  |
| 2. | Carlos Echeverría | KAS | 13 puntos |  |

| \| 1. \| Vicente López Carril \| KAS \| 3 puntos \| \| \| 2. \| Andrés Gandarias \| KAS \| 2 puntos \| \| \| 3. \| José Grande \| WER \| 1 punto \| \| |                      |     |          |  |
| 1. | Vicente López Carril | KAS | 3 puntos |  |
| 2. | Andrés Gandarias     | KAS | 2 puntos |  |
| 3. | José Grande          | WER | 1 punto  |  |

| \| 1. \| Werner \| 73h 03' 09s \| \| \| 2. \| Kas \| a 08s \| \| \| 3. \| Fagor-Mercier \| a 49' 19s \| \| |               |             |  |
| 1. | Werner        | 73h 03' 09s |  |
| 2. | Kas           | a 08s       |  |
| 3. | Fagor-Mercier | a 49' 19s   |  |

| \| 1. \| Jesús Aranzabal \| BIC \| |                 |     |
| 1.                                 | Jesús Aranzabal | BIC |

| \| 1. \| Jesús Aranzabal \| BIC \| |                 |     |
| 1.                                 | Jesús Aranzabal | BIC |